# Na Jong-kwan
Na Jong-kwan (kor.: 나종관, ur. 24 lutego 1992) – południowokoreański szpadzista, srebrny medalista mistrzostw świata.
Podczas mistrzostw świata w Moskwie w 2015 roku Koreańczycy w składzie: Jung Seung-hwa, Kweon Young-jun, Na Jong-kwan i Park Kyoung-doo zajęli drugie miejsce w rywalizacji drużynowej. W tej samej konkurencji był też szósty na mistrzostwach świata w Budapeszcie w 2019 roku.
Ponadto zdobył srebrny medal na mistrzostwach Azji w Tokio w 2019 roku.
Nigdy nie wziął udziału w igrzyskach olimpijskich.